# Marlone
Johnath Marlone Azevedo da Silva, genannt Marlone, (* 2. April 1992 in Augustinópolis, TO) ist ein brasilianischer Fußballspieler.

## Karriere
Bereits mit 14 Jahren wurde Marlone vom Profiklub CR Vasco da Gamma verpflichtet. Hier schaffte 2012 den Aufstieg in den ersten Kader. Marlone wurde 2012 im Verein vom damaligen Trainer Marcelo Oliveira gefördert. Nach guten Spielzeiten im Juniorenbereich, durfte er sein erstes Spiel als Profi am 6. Oktober 2012 gegen Atlético Goianiense bestreiten.
Nach dem Weggang von Éder Luís gewann Marlone den vakanten Platz im Team und wurde der Liebling des Vasco-Teams. Marlone war einer der besten Spieler Vascos, so dass er von vielen brasilianischen und ausländischen Clubs Angebote erhielt. Am Ende der Saison 2013 musste Vasco in die zweite Liga absteigen, so dass der Spieler auch Wechseln wollte. Er wurde vom CA Penapolense unter Vertrag genommen. Dieser verlieh den Spieler sofort weiter.
Marcelo Oliveira, seit 2013 Trainer vom Cruzeiro EC in Belo Horizonte, machte sich für die Verpflichtung von Marlone stark, welche dann auch vollzogen werden konnte. Mit dem Verein gewann er 2014 die brasilianische Meisterschaft, wechselte aber bereits nach einem Jahr zum Fluminense FC in Rio de Janeiro. Hier bestritt Marlone Anfang 2016 dreizehn Spiele in der Staatsmeisterschaft von Rio de Janeiro. In der Série A 2015 kam er als Reservespieler zu einem Einsatz. Noch in der laufenden Saison wechselte zum Ligakonkurrenten Sport Recife. Hier kam er zu regelmäßigen Einsätzen.
Anfang 2016 wechselte Marlone zum SC Corinthians nach São Paulo. Er wurde für drei Jahre verpflichtet. In der Saison spielte er für den Klub in verschiedenen Wettbewerben 35 Mal und erzielte acht Tore. Zur Saison 2017 wurde Marlone noch während der laufenden Staatsmeisterschaft an Atlético Mineiro ausgeliehen. Auch für 2018 kehrte der Spieler nicht zurück zu Corinthians, sondern wurde an seine alte Wirkstätte Sport Recife für ein Jahr ausgeliehen. Auch in die Saison kehrte Marlone nicht zu Corinthians zurück. Er wurde für die Saison 2019 an den Goiás EC ausgeliehen.
Anfang Februar 2020 wurde bekannt, dass Corinthians den Spieler nach Südkorea verkauft hat. Marlone unterzeichnete beim K League 2 Klub Suwon FC einen neuen Vertrag. Nach Beendigung der Saison 2020 kehrte Marlon in seine Heimat zurück. Nachdem er zunächst ohne Anstellung war, bekam er im August 2021 einen Kontrakt beim Brusque FC bis Ende des Jahres.
Zu Beginn der Saison 2022 war Marlone zunächst ohne neuen Kontrakt. Im Juni des Jahres kam er dann beim Vila Nova FC unter. In der Série B 2022 kam er bis Saisonende im November noch zu zwölf Einsätzen, sowie im Copa do Brasil 2022 zu drei. Am 30. November gab der Klub die Verlängerung seines Vertrages bis Jahresende 2023 bekannt.
Chapecoense wurde zum Saisonbeginn 2024 seine nächste Station. Der Kontrakt erhielt eine Laufzeit bis zum 30. November 2024.

## Erfolge
Vasco da Gama
- Staatsmeisterschaft von Rio de Janeiro U-20: 2010

Cruzeiro EC
- Staatsmeisterschaft von Minas Gerais: 2014
- Campeonato Brasileiro de Futebol: 2014

## Auszeichnungen
Vasco da Gama
- Vereinsinterne Auszeichnung Spieler des Jahres: 2013